# Ogun (delstat)
Ogun er en delstat i den sydvestlige del af Nigeria, lige nord for Lagos og med grænse til Benin mod vest. Den blev oprettet i 1976.
I delstaten er hovederhvervet landbrug, med avl af blandt andet ris, majs, maniok, yams, bananer, tobak og bomuld. Der er også noget skovbrug og industri som omfatter forædling af landbrugsprodukter samt produktion af bildæk, plast- og aluminiumsprodukter. Hovedstaden Abeokuta er et vigtigt markedscentrum samt vej- og jernbaneknudepunkt for trafik til og fra Lagos.

## Eksterne kilder og henvisninger
1. ↑  nigerianstat.gov.ng (fra Wikidata).
2. 1 2 3  Ogun på Store norske leksikon (hentet 9 november 2010)

- Delstatens officielle websted Arkiveret 25. januar 2007 hos  Wayback Machine
- Om Ogun Arkiveret 19. oktober 2012 hos  Wayback Machine på nigerianstat.gov.ng

6°55′N 3°32′Ø / 6.917°N 3.533°Ø